# Tuarezi
Tuarezi  (طوارق), Kolektivno ime za grupu nomadskih berberskih plemena i konfederacija nastanjenih u saharskom području sjeverne Afrike po državama Niger, Nigerija, Burkina Faso, Senegal, Mali, Alžir i Libija. 

## Ime
Riječ Tuareg je arapskog porijekla koja je ušla u francuski jezik kao  'Touareg' , pa kao  'Twareg'  ili  'Tuareg'  u engleski, a čije se značenje prevodi sa  'napušteni od boga' .  Drugi izvori navode da možda riječ dolazi po gradu Targa u južnoj Libiji.
Imena kojim oni sami sebe nazivaju su Imouhar, Imouharen, Imashagen ( 'slobodan narod' ) ili Kel tamasheq (oni koji govore tamasheq). Poznati naziv za njih je i  'Plavi narod' ,  'Plavi narod Sahare'  ili  'Plavi narod pustinje' , koji dobivaju zbog svoje velike ljubavi prema indigo boji kojim je obojena njihova odjeća (vidi).

## Jezik
Tuareški jezici (طوارق) govore se u saharskom području Afrike i pripadaju berberskoj grani hamitskih jezika, kojima se služe tuareška plemena na području Alžira, Malija, Burkine Faso, Libije i Nigera. Ovi jezici su: 
- a) Tamahaq (ili tahaggart), kojim se služe plemena Kel Ahaggar u Alžiru, Kel Ajjer u Alžiru i Libiji i pleme Taytoq iz Alžira i Nigera;
- b) tawellemmet, plemena Aulliminden.
- c) Tamašeq (ili tadɣaq), u Maliju govore Tahoua Tuarezi.
- d) Tamažeq (ili tayert), kojim se služe Kel Air u Nigeru.

Jezici se služe pismom tifinagh (), nastao od starog berberskog rukopisa, čije je porijeklo pod svoj prilici punsko, a danas se koristi novijom varijantom neo-tifinagh. 

## Plemenska organizacija
Tuarezi su organizirani u 7 glavnih konfederacija (Ettebel) koje predvodi poglavica konfederacije,  'amenokal'  (čiji je simbol moći bubanj tobol), te od još nekoliko manjih plemena: 
Sjeverni Tuarezi
- 1 Konfederacija Kel Ahaggar, (Hoggar), planine Ahaggar, Alžir. Govore jezikom Tamahaq (ili tahaggart)

Plemići: Kel Rela.
Podgrupe Kel Rela: Iboglan, Ikerremoyen, Inemba Kel-Emerri.
Minorne grupe Kel Rela: Iheyawen Hada, Kel Immidir, Kel Inrer, Kel Tazulet, Kel Téfedest.
vazali Dag Rali
Podgruoe Dag Rala: Imessiliten, Kel Mertutek, Kel Tamanrasset, Kel Tenhart, Kel Terhenanet.
Vazali Ayt Lowayen.
Vazali: Aguh-en-tehlé:
Podgrupe Aguh-en-tehlé: Ikenkeren, Isandan, Kel Afara-hewhin, Kel Agellela wi n Isandan, Kel Agellela wi n Tarhawhawt, Kel Arefsa, Kel Azemen, Kel Tarayin, Kel Tarhawhawt, Kel Twes.
Vazali Relayddin.
Vazali Iklan-en-tawsit:
Podgrupe Iklan-en-tawsit: Kel Silet, Kel Tahalra.
Vazali Ibettenaten.
Vazali Iregenaten.
Plemići Taytok
Vazali Taytoka: Ikechchemaden, Ikuttisen, Irechchumen, Iwerweren, Kel Ahnet, Tégehé-n-Efis.
Ostali taytoki: Kel I-n-tunin.
Plemići Tégehé-Mellet
Vazali Tégehé-Mellet: Kel Turha.
Minorne grupe Tégehé-Mellet: Kel Terurit, Kel Uhet.
Kel-ahem-mellen, Ikadeyen
- 2 Konfederacija Kel Ajjer (Azjer, Ajjer),  Ghat. Alžir i Libija. Govore jezikom tamahaq (ili tahaggart)

Ihadanaren, Imenan, Imanrasaten, Uraren.

Južni Tuarezi
- 3 Konfederacija Kel Aïr (Asben, Aïr Tuareg), u području Aïra. Govore jezikom tamažeq (ili tayert)

plemićko pleme: Kel Ferwan
Irawatten.
- vazalna plemena Irawatten: Ayt Uren, Elbaraten, Ibararojiten, Iberdyanen, Idaléyen, Ifadéyen, Igendéynen, Ikkoberen, Imezzureg, Irawélen, Isakaranan, Itagan, Kel Tédalé.

Kel Azel
Vazalna plemena Kel Azel: Ifokkar, Ijarkarkaren, Ikawkan, Ikojjejiten, Imezzilalen, Imezzuren, Kel Tésemt.
Ostala plemean saveza: Kel Ewey, Kel Faday, Kel Takriza, Kel Tamat, Kel Tamgak.
- 4 Konfederacija Kel Geres  (Itesan, Itesen), južno i istočno od Aïra.

plemići: Irollan
Ostala plemena: Anyegeren, Ezurmani, Ikenawen, Ineden, Ireyawen, Kel Awnar, Ti-temekkeret.

Aulliminden (Iullemmiden, Iullemmeden), u Azaouaku. Govore jezikom tawellemmet.
- 5 Konfederacija Ullimidden Kel Ataram

Ullimidden Kel Ataram
Plemićka plemena: Aratafanen, Kel Ahara, Kel Erlal, Kel Tamalokhist, Kel Telateyt, Tegiwelt, Udalan.
- - Vazalna plemena: Ichedenharen, Idnanes, Imeddederen, Aratafanen, Kel Achu, Kel Gossi.

Kel Tabahanat:
Vazalna plemena: Ibarazankaw, Térabéyt.
Ostala plemena: Dabakar, Ibalanraten, Iberubak, Iridalen, Tagasant, Udalen.
- 6 Konfederacija Ullimidden Kel Dinnik ili Kel Denneg.

Plemićko pleme: Kel Nan
Ostali: Kel Ansar
- 7 Konfederacija Kel Tademaket  (Kel Ensar, Kel Tadamakat))

Dara
Kel Inteser (Kel Antessar)
Tengerregif

Ostalo
- Ifora (Kel Adrar, Kel Adghagh), Mali.

## Etnografija
Tuaregi, Plavi ljudi Sahare, tradicionalno su pustinjski nomadi i trgovci i poznati kao veoma opasni ratnici. Njihovo feudalno društveno uređenje poznaje plemstvo koje se sastoji od plemića i zemljovlasnika, te vazala i robova. Ovi posljednji su to donedavno bili pripadnici naroda Bella. Nasljeđe je matrilinearno i žena ima veliki ugled u društvu, a plemić svoj položaj može naslijediti samo po majci. Obitelj je monogamna. 
Ekonomija se temelji na trgovini, te uzgoju neophodnih deva i koza u saharskom području i ovaca i goveda u Sahelu. Tradicionalna nastamba je šator koji se proizvodi od devine dlake, no u novije vrijeme mnogi Tuaregi postali su sjedilačko stanovništvo. Datulja, mlijeko i proso glavna su hrana ovih ponosnih ljudi.

## Povijest
Tuarezi imaju veoma dugu povijest koja počinje u sjevernoj Africi gdje je njihova prisutnost zabilježena još kod Herodota. Oni igraju vodeću ulogu u trans-saharskoj trgovini sve do sredine 20. stoljeća. Svojim karavanama prevoze robu koju kupuju i prodaju, cijelim saharskim područjem, krećući se uhodanim karavanskim putovima, a završavala je i u morskim lukama, odakle je dalje nastavljala svoj put u Europu i dalje. Tuarezi postupno unazad 2000 godina polako migriraju prema jugu osvajajući nova područja. U današnje vrijeme mnogi su postali sjedilačko stanovništvo koje se naselilo po rubnim gradićima zapadne Afrike na granici sa Saharom.

## Religija
Većina, ako ne svi, Tuarezi su sljedbenici islama, odnosno sekti maliki, čije je učenje među njih u ranom 16. stoljeću uveo El Maghili. Kao i ostali pripadnici islamske vjere postoji vjerovanje u razne duhove poznate kao džinni, a za zaštitu uobičajeno je nošenje raznih amuleta. Muškarci svoje lica prekrivaju velom, koji se prvi puta stavlja u 25 godini, i poslije se više nikada ne skida. Veo prekriva cijelo lice osim očiju. Žene ovakve velove ne nose.

## Vanjske poveznice
- Tuarezi: Pustinjski nomadi